# El espejo se rajó de lado a lado
El espejo se rajó de lado a lado es un libro de la escritora británica Agatha Christie, publicado en 1961.

## Argumento
Miss Marple ya está vieja, Saint Mary Mead continúa creciendo y mucha gente nueva llega para radicarse en la pequeña ciudad.
Una de las nuevas moradoras de la ciudad es la famosa actriz de cine Marina Gregg, quien se había trasladado a Inglaterra para protagonizar una película sobre la emperatriz Isabel de Baviera y había adquirido Gossington Hall a la amiga de Marple, Dolly Bantry. En esa mansión se produjeron los acontecimientos de Un cadáver en la biblioteca. El hecho es recordado en esta historia, así como Muerte en la vicaría y Miss Marple y trece problemas.
Marina Gregg organiza una fiesta de beneficencia en Gossington Hall. Durante la recepción, una de las invitadas es envenenada. Pero, ¿sería ella la víctima designada? ¿Alguien querría matar a Marina Gregg?
Miss Marple, utilizando su conocimiento sobre la naturaleza humana y contando con el apoyo de su amiga Dolly Bantry (antigua dueña de la mansión, presente también en la fiesta), ayuda al Inspector Craddock (el sobrino de Henry Clithering, de Miss Marple y trece problemas) a esclarecer la trama.